# ザ・コヴナント
ザ・コヴナント (The Kovenant)は、ノルウェーのブラックメタルバンド。1993年から1999年までは、コヴナント (Covenant)というバンド名で、メロディックブラックメタルバンドであった。1999年に現バンド名に変更されてから音楽性を一転させ、現在のインダストリアルメタルとなった。
2ndアルバム『Nexus Polaris』期は、別のブラックメタルバンドで活動実績のある人物が多く参加しており、スーパーグループととられることもある。

## 略歴
1993年にナガッシュ (Vo, Ds, Syn)、タナトス (G)でコヴナント (Covenant)として結成。タナトスは、ナガッシュのソロプロジェクト、トロール (Troll)にヘルプで参加したことでナガッシュと知り合い、結成のきっかけとなった。1994年に、1stデモテープ『From the Storm of Shadows』をリリース。ベースはカロンという人物が務めた。1995年に2ndデモ『Promo 1995』をリリース。イギリスのインディーズレーベル・モードグリムと契約。1997年に1stアルバム『In Times Before the Light』をリリース。同アルバムは、ディム・ボルギルの1stアルバム『For All Tid』系統の音楽性であった。ちなみに、ナガッシュはディム・ボルギルのリードボーカリストのシャグラットと長年の友人で、1997年にナガッシュはディム・ボルギルに加入している。同アルバムでは、ナガッシュがN.ブラックハート (N.Blackheart)、タナトスがT.ブラックハート (T.Blackheart)とクレジットされた。このアルバムリリース後、タナトスがブラックハートと名乗るようになる。
1998年にドイツの大手インディーズレーベル、ニュークリア・ブラストと契約。それまでメンバー2人のプロジェクトの側面が強かったが、メンバーを補充しバンド体制になる。メンバー加入後の布陣は、ナガッシュ(Vo, B)、ブラックハート (G)、アステヌ (G:ディム・ボルギル、カルペ・テネブルム)、スヴァード (Syn:アークチュラス、ウルヴェル)、ヘルハマー (Ds:メイヘム、アークチュラス等)、サラ・イザベル・デヴァ (Vo:クレイドル・オブ・フィルス等)の6名である。1998年に2ndアルバム『Nexus Polaris』をリリース。日本でもアヴァロン・レーベルから日本盤がリリースされた。同アルバムは、大きな成功をおさめ、ノルウェーのグラミー賞に相当する賞のハードロック部門を受賞した。この成功で、ナガッシュはディム・ボルギルから脱退し、コヴナントに専念することになった。
しかし、このスーパーグループの布陣は長続きせず、1999年までにアステヌ、スヴァード、サラの3名が脱退する。脱退の理由についてナガッシュは、『さまざまな原因』と述べている。そして、残った3人で活動を続けていくことになるのだが、隣国スウェーデンに同名のフューチャーポップバンド(Covenant)がおり、同バンドによって訴えられるという事態に陥る。スウェーデンのバンドは、ノルウェーのバンドが結成される前にすでに自分たちのが有名になっており、名前は自分達が"所有"していると主張した。その結果、バンド名を変更せざるを得なくなった。当初、冠詞の"The"をつけて"The Covenant"にしようとしたが、オランダに同名のヘヴィメタルバンドがおり、そちらのバンドが1988年から活動していたため十分ではなかった。結果として、将来再びバンド名でトラブルになるのを避けるため、更にCovenantの頭文字"C"を"K"に変更し、ザ・コヴナント (The Kovenant)に変更することになった。
バンド名変更と同じ年に、3rdアルバム『Animatronic』をリリース。日本では邦題『邪悪の烙印』でリリースされた。同アルバムでは、メロディックブラックメタルから、よりインダストリアルメタル志向の音になった。またバンド名変更に伴って、メンバー3人のステージネームが変更された。ナガッシュがレックス・アイコン、ブラックハートがサイ・コーマ、ヘルハマーがヴォン・ブロムベリとなった。同アルバムは、再びノルウェーのグラミー賞に相当する賞を前回とは別部門で受賞した。また、アメリカ合衆国のツアー中にライヴメンバーとしてエンジェル (G)が参加するようになった。
『Animatronic』ツアーの後、レックス・アイコンとサイ・コーマは、少しの間活動を停止することと、1stアルバム『In Times Before the Light』のリレコーディングを決めた。しかし、このリレコーディング・アルバムのリリースについて、所属レーベルのニュークリア・ブラストが難色を示したため、オランダのハンマーハート・レコードから、2002年にリリースされた。同リレコーディングアルバムには、ヴォン・ブロムベリは参加せず、レックス・アイコンがドラムを叩いている。また、ギター、ベース、キーボード及びプログラミングはサイ・コーマが担当した。加えて、センセイ・ボグスがベース、プログラミングでゲスト参加している。
2002年に、4thアルバム『S.E.T.I.』をレコーディング。2003年に、先行EP『S.E.T.I. Club』がリリースされ、続いて『S.E.T.I.』がリリースされた。2003年にヴォン・ブロムベリが脱退。ツアーに出るため、新たにケト (Ds)とガイル・ブラットラン (Key)が加入。ヨーロッパとアメリカ合衆国でアルバムリリースツアーを行った。
その後、DVDと新アルバム『Aria Galactica』のリリースのための作業に移る。レックス・アイコンによると、14曲が書き下ろされたという。このアルバムは2枚のCDで構成され、メインのCDと、そのシンフォニックパートからなる2枚目のCDが付属する予定だった。メインの楽曲もコヴナント時代の『Nexus Polaris』よりもさらにシンフォニックな音楽性になっていることが示唆されていた。
レックス・アイコンのブログで、一度以下のようなアナウンスがなされたことがある。
| 「 | ザ・コヴナントのファンたちは、俺達が『Aria Galactica』のレコーディングを始めるまでもう数か月待ってくれ。進捗はゆっくりだが、着実に進んでいる。今はボーカルに着手していて、空きのある良いスタジオを探しているところだ。『Aria Galactica』は、俺たちのアルバムの中で群を抜いて素晴らしいアルバムになるだろう。(原文：The Kovenant fans will have to wait a few more months for us to begin recording Aria Galactica. Progress is slow but getting there. Working on the vocals atm, and finding a good studio that has open timeslots. Aria Galactica will be our best album... by far.） | 」 |

しかし、2006年にレックス・アイコンはブログを停止した。停止の理由は、彼の音楽について"知ったかぶり"をして、何をすべきか言ってくるファンであった。そのため、これ以降、ザ・コヴナントの情報はほとんど出てこなくなった。
2007年8月のインタビューで、サイ・コーマは『Aria Galactica』は"テクニカル"で、よりギターソロがあり、『S.E.T.I.』とは異なると述べた。そして、同アルバムは2007年のクリスマス頃にはリリースされるとしていた。また、サイ・コーマはDVDと『Aria Galactica』の関係を否定した。
同年には、『In Times Before the Light』のオリジナルレコーディングがヘッド・ノット・ファウンドから『In Times Before the Light 1995』とリタイトルされディスクジャケットも変更して再発された。しかし、同年のクリスマスを過ぎても結局『Aria Galactica』はリリースされなかった。
2009年にオリジナルメンバーでライヴを行うことが発表され、2010年春のノルウェーのインフェルノ・フェスティバルで、『Nexus Polaris』がオリジナルメンバーで演奏された。2010年2月には、MySpaceでレックス・アイコンは解散を否定し、新しいアルバム作成に着手していることを発表した。2011年10月には、オランダのアーネムで開催されるオーロラ・インフェルナリス・スリー・フェスティバル (Aurora Infernalis III festival)で、1stアルバム『In Times Before the Light』の楽曲を演奏した。

## メンバー

### 現メンバー
- レックス・アイコン (Lex Icon) - ボーカル、ベース (1993-)

コヴナント期は、ナガッシュ (Nagash)名義だった。また、1stアルバム『In Times Before the Light』ではN.ブラックハート (N.Blackheart)とクレジットされた。
ディム・ボルギル、クローム・ディヴィジョンで活動。
- サイ・コーマ (Psy Coma) - ギター、プログラミング (1993-)

コヴナント初期は、タナトス (Thanatos)名義だった。1stアルバム『In Times Before the Light』リリース後、ブラックハート (Blackheart)名義に変更した。また、1stアルバムではT.ブラックハート (T.Blackheart)とクレジットされた。

### 旧メンバー
- ヴォン・ブロムベリ (von Blomberg) - ドラムス (1998-2003)

コヴナント期はヘルハマー (Hellhammer)名義だった。脱退後の2009年から、ライヴセッションとして参加するようになる。
メイヘム、アークチュラスなどで活動。
- キーナ・フルト (Kine Hult) - シンセサイザー
- アイリーン・ケッパー (Eileen Küpper) - ボーカル (1999-2003)
- ケト (Küth) - ドラムス (2003-2009)
- ガイル・ブラットラン (Geir Bratland) - キーボード (2003-2009)
- アステヌ (Astennu) - ギター (1998-1999)

コヴナント期のみの在籍。
ディム・ボルギル、カルペ・テネブルムでも活動。
- スヴァード (Sverd) - シンセサイザー (1998)

コヴナント期のみの在籍。
脱退後の2009年から、ライヴセッションとして参加するようになる。
アークチュラス、ウルヴェルなどで活動。
- サラ・イザベル・デヴァ (Sarah Jezebel Deva) - ボーカル (1998)

コヴナント期のみの在籍。
脱退後の2009年から、ライヴセッションとして参加するようになる。
クレイドル・オブ・フィルスやセリオン、ソロ名義で活動。

### ライヴメンバー
- エンジェル (Angel) - ギター (2000-)
- ヘルハマー (Hellhammer) - ドラムス (2009-)

元メンバー(ヴォン・ブロムベリ (von Blomberg))。2009年より参加。
- スヴァード (Sverd) - キーボード (2009-)

元メンバー。2009年より参加。
- サラ・イザベル・デヴァ (Sarah Jezebel Deva) - ボーカル (2009-)

元メンバー。2009年より参加。

## ディスコグラフィ
アルバム
- 1999年 邪悪の烙印 (Animatronic)
- 2003年 S.E.T.I.

リレコーディングアルバム
- 2002年 In Times Before the Light

EP
- 2003年 S.E.T.I. Club

### コヴナント (Covenant)名義
アルバム
- 1997年 In Times Before the Light
- 1998年 ネクサス・ポラリス (Nexus Polaris)

双方ともバンド改名後、ザ・コヴナント(The Kovenant)名義で再発された。
デモ
- 1994年 From the Storm of Shadows
- 1995年 Promo 1995